# Leszek Goliński
Leszek Goliński (ur. w 1962 r. w Kętrzynie) – polski artysta grafik. Zajmuje się grafiką, ilustracją książkową, projektowaniem graficznym i rysunkiem.

## Życiorys
W latach 1982–1987 studiował na Wydziale Grafiki warszawskiej Akademii Sztuk Pięknych, dyplom z wyróżnieniem otrzymał w pracowni litografii Romana Artymowskiego. W latach 1988–1995 pełnił funkcję asystenta w swojej macierzystej uczelni.
Stypendysta polskiego Ministerstwa Kultury i Sztuki (1987), Konstgrafisk Verkstad „Bolaget Verdagsbilder” Mölndal (Szwecja, 1991), „Tempus” – Freie Kunstschule Nürtingen (Niemcy, 1993/1994).

## Wystawy

### Wystawy indywidualne
- 1987 – „Litografia 86", Warszawa
- 1987 – Wystawa rysunków, Galeria Kontakt, Warszawa
- 1990 – Wystawa rysunków (z Tadeuszem Kantorem), Galeria Forma & Kolor, Warszawa
- 1993 – Wystawa rysunków, Galeria TEST, Warszawa
- 1993 – Wystawa rysunków, Galleri Majnabbe, Göteborg, Szwecja
- 1995 – Wystawa rysunków, Die Künstlergilde, Esslingen am Neckar, Niemcy
- 2008 – Wystawa rysunków „Światłocień”, Galeria TEST, Warszawa

### Wybrane wystawy zbiorowe
- 1987 – International „Art of Today”, Budapeszt, Węgry
- 1987 – Pierwsza wystawa Polskich Pasteli, Nowy Sącz, Polska
- 1987 – Bienal Internacional de Arte, Valparaiso, Chile
- 1988,1990 – Międzynarodowa Wystawa Grafik i Rysunków „Przeciw Wojnie”, Lublin, Polska
- 1988 – Wystawa Litografii, Praga, Czechosłowacja
- 1989 – Młodzi Polscy Graficy, Lipsk, Niemcy
- 1989 – Graphica Norvegica, Rogaland Kunstnersenter Stavanger, Norwegia
- 1989 – Graphica Norvegica, Galleri norske grafikere, Oslo, Norwegia
- 1989 – Współczesna Sztuka Polska, Göttingen, Niemcy
- 1989 – Bienal Internacional de Arte, Valparaiso, Chile
- 1991 – „Blind Navigator”, The Heritage of Surrealism, Bergen, Norwegia
- 1993 – Małe Formy Grafiki, Łódź, Polska
- 1993 – „Aus der Asche gelesen” – Polnische Malerei & Grafik zu dem Aufstand des Warschauer Ghettos 1943, Niemcy
- 1994 – „Litografia Polska od 1900 roku” – Międzynarodowe Triennale Grafiki, Kraków
- 1994 – „Perspektiven 94" – Internationale Grafik und Kleinplastik mit Verleihung des pro art international – Grafikpreis Münich, Niemcy
- 1995 – Realität Als Wirklichkeit 1945 – Museum Ostdeutsche Galerie, Regensburg, Niemcy
- 2000 – 5' eme Triennale Mondiale d’ Estampes Petit Format 200 de la vie de Chamalierés, Francja
- 2003 – IV International Triennial Of Graphic Art Bitola, Macedonia
- 2003 – „Pochwała Litografii”, W kręgu Pracowni Litografii w ASP w Warszawie, Galeria TEST, Warszawa

## Nagrody
- 1985 – Pierwsza nagroda za rysunek w Akademii Sztuk Pięknych, Warszawa
- 1987 – Nagroda Ministra Kultury i Sztuki za litografię;
- 1988, 1989 – Nagrody w konkursie „Najlepsza Grafika Miesiąca”, Warszawa
- 2007 – Konfrontacje 2007, Leszno
- 2013 – Trzecia nagroda za komiks „Bimber” do antologii „Praga Gada. O wojnie!”, ilustrującej wspomnienia prażan z okresu II wś.